# デリオ・ロッシ
デリオ・ロッシ（Delio Rossi, 1960年1月26日 - ）は、イタリア・リミニ出身の元サッカー選手、現サッカー指導者。現役時代のポジションはミッドフィールダー。

## 経歴

### 選手時代
1978年にプロデビュー。現役生活を通じてセリエB以下のカテゴリでプレーし、その大半をフォッジャ・カルチョで過ごした。1989年に29歳で現役を引退した。

### 指導者時代
キャリア初期
アマチュアクラブやフォッジャのユースチームの指導者を経て、1993年にUSサレルニターナ1919の監督に就任。同クラブをセリエBに昇格させる。その後、他のクラブで指揮を執った後にサレルニターナに戻り、1997年にはクラブ史上2度目となるセリエA昇格を果たした。翌1998-99シーズンも引き続き指揮を執ったが、降格圏を抜け出せないままシーズン途中で解任された。
2002年より3シーズン指揮したUSレッチェでは若手の育成に手腕を発揮し、セリエAへの返り咲きと残留を達成。2004-05シーズン途中にはアタランタBCの監督に就任し最下位に低迷していたクラブを再生させるが、降格を回避するには至らなかった。
ラツィオ
2005年、アタランタでの功績が認められ財政難に苦しむSSラツィオの監督に就任。ゴラン・パンデフとトンマーゾ・ロッキの2トップ、ファビオ・リヴェラーニとステファノ・マウリの中盤を中心としたプレッシングとショートカウンターを主軸とする効率良いサッカーを展開した。2005-06シーズンは6位、続く2006-07シーズンも3位と好成績を収めた。
2007-08シーズンはリーグとヨーロッパの二つの舞台を戦うことになったが、クラウディオ・ロティート会長の緊縮財政路線により十分な選手が得られなかったこともありシーズンを通じて低迷。自身初となるUEFAチャンピオンズリーグにおいてもグループリーグ最下位で敗退した。翌2008-09シーズン、リーグ戦では不安定な成績が続いて10位に終わったが、コッパ・イタリア決勝にてUCサンプドリアを破り、5年ぶり5回目の優勝を果たす。これを置き土産にシーズン終了後に退団を発表した。
パレルモ
2009年11月23日、ワルテル・ゼンガの後任としてUSチッタ・ディ・パレルモの監督に就任。チームの立て直しに成功し、ACミランやユヴェントスFCといった強豪クラブを撃破、5位でリーグ戦を終えた。翌2010-11シーズンも引き続き指揮を任されるが、2011年2月27日のウディネーゼ・カルチョ戦で0-7と大敗し、翌28日に解任された。しかし、後任のセルセ・コズミが結果を残せず4試合で解任されたため、4月3日にパレルモの監督に復帰。コッパ・イタリアでは決勝まで勝ち進んだが、インテルナツィオナーレ・ミラノに敗れた。シーズン終了後の6月1日、再びパレルモを退団することが発表された。
フィオレンティーナ
2011年11月7日、ACFフィオレンティーナの監督に就任。成績不振に陥ったクラブの再建を託されたものの、監督就任後も降格圏を彷徨うなど成績は上昇せず。2012年5月2日のノヴァーラ・カルチョ戦 (2-2) では、前半のうちに途中交代を命じられたことに不満を見せたアデム・リャイッチと口論の末に手を出したことが原因で、同日付での解任が決まった。
サンプドリア
2012年12月17日、解任されたチロ・フェラーラの後任としてUCサンプドリアの監督に就任。2013年2月10日のASローマ戦では3-1で勝利を収めたが、試合終了間際に相手DFニコラス・ブルディッソと口論となり中指を立てたことで退席を命じられた。5月15日にはクラブとの契約を2015年まで延長した。2013-14シーズンは開幕から躓き降格圏に低迷、11月11日に解任となった。
ボローニャ
2015年5月4日、ディエゴ・ロペスの後任としてセリエBのボローニャFCの監督に就任。リーグ4位でプレーオフを勝ち抜き1シーズンでセリエA復帰へ導く。しかし2014-15シーズンの第10節終了時で降格圏の18位となり、2015年10月18日に更迭された。
レフスキ・ソフィア
2017年8月4日、パルヴァ・リガのレフスキ・ソフィアに招聘され初めて国外で指揮を執ることとなった。シーズンを3位で終え翌シーズンのUEFAヨーロッパリーグ出場権を獲得。しかし同大会の予選1回戦で敗退し、2018年7月18日に解任が発表された。

## 指導方針
フォッジャのユースを指揮していた頃にズデネク・ゼーマンの薫陶を受けており、彼の攻撃サッカーを信奉している。しかし、ゼーマンとは対照的に戦術に固執しない調和型の指揮官である。アタランタBCでは3バック、SSラツィオでは4-4-2、4-3-1-2、あるいは4-3-3とシーズンによって様々なシステムを使い分けるなど、与えられた戦力の長所を生かしつつ綿密に戦術を構築する現実的な采配を執る。
若手起用にも積極的であり、アタランタBC時代にはステファン・マキンワ、SSラツィオでは伸び悩んでいたマウロ・サラテやゴラン・パンデフ、クリスティアン・ダニエル・レデスマ、USチッタ・ディ・パレルモではハビエル・パストーレ、ヨシップ・イリチッチ、フィオレンティーナではステファン・ヨヴェティッチ、マティヤ・ナスタシッチなどを成長させ、ブレイクさせている。

## 監督成績
2020年12月22日現在
| クラブ             | 国             | 就任           | 退任           | 記録 | 記録 | 記録 | 記録 | 記録  | 記録 | 記録 | 記録   |
| クラブ             | 国             | 就任           | 退任           | 試   | 勝   | 分   | 敗   | 得    | 失   | 差   | 勝率   |
| ------------------ | -------------- | -------------- | -------------- | ---- | ---- | ---- | ---- | ----- | ---- | ---- | ------ |
| トッレマッジョーレ | イタリアの旗   | 1990年7月1日   | 1991年6月30日  | 30   | 12   | 10   | 8    | 32    | 27   | +5   | 040.00 |
| サレルニターナ     | イタリアの旗   | 1993年6月6日   | 1995年6月30日  | 85   | 39   | 33   | 13   | 129   | 74   | +55  | 045.88 |
| フォッジャ         | イタリアの旗   | 1995年6月30日  | 1996年3月5日   | 31   | 8    | 10   | 13   | 23    | 34   | −11  | 025.81 |
| ペスカーラ         | イタリアの旗   | 1996年7月1日   | 1997年6月17日  | 41   | 16   | 12   | 13   | 55    | 41   | +14  | 039.02 |
| サレルニターナ     | イタリアの旗   | 1997年6月20日  | 1999年3月22日  | 68   | 25   | 22   | 21   | 92    | 82   | +10  | 036.76 |
| ジェノア           | イタリアの旗   | 1999年6月14日  | 2000年2月14日  | 30   | 10   | 7    | 13   | 39    | 39   | +0   | 033.33 |
| ペスカーラ         | イタリアの旗   | 2000年6月20日  | 2000年11月3日  | 12   | 1    | 6    | 5    | 15    | 20   | −5   | 008.33 |
| ペスカーラ         | イタリアの旗   | 2001年2月18日  | 2001年6月12日  | 15   | 2    | 3    | 10   | 14    | 25   | −11  | 013.33 |
| レッチェ           | イタリアの旗   | 2002年1月28日  | 2004年5月22日  | 92   | 29   | 31   | 32   | 110   | 127  | −17  | 031.52 |
| アタランタ         | イタリアの旗   | 2004年12月6日  | 2005年5月30日  | 27   | 8    | 5    | 14   | 26    | 31   | −5   | 029.63 |
| ラツィオ           | イタリアの旗   | 2005年6月10日  | 2009年6月8日   | 184  | 74   | 54   | 56   | 261   | 223  | +38  | 040.22 |
| パレルモ           | イタリアの旗   | 2009年11月23日 | 2011年2月28日  | 64   | 31   | 12   | 21   | 103   | 89   | +14  | 048.44 |
| パレルモ           | イタリアの旗   | 2011年4月3日   | 2011年6月1日   | 10   | 5    | 2    | 3    | 18    | 19   | −1   | 050.00 |
| フィオレンティーナ | イタリアの旗   | 2011年11月7日  | 2012年5月2日   | 28   | 8    | 9    | 11   | 28    | 38   | −10  | 028.57 |
| サンプドリア       | イタリアの旗   | 2012年12月17日 | 2013年11月23日 | 34   | 9    | 10   | 15   | 38    | 47   | −9   | 026.47 |
| ボローニャ         | イタリアの旗   | 2015年5月4日   | 2015年10月28日 | 18   | 4    | 4    | 10   | 13    | 22   | −9   | 022.22 |
| レフスキ・ソフィア | ブルガリアの旗 | 2017年8月8日   | 2018年6月5日   | 42   | 23   | 11   | 8    | 68    | 31   | +37  | 054.76 |
| パレルモ           | イタリアの旗   | 2019年4月24日  | 2019年6月5日   | 4    | 1    | 3    | 0    | 8     | 7    | +1   | 025.00 |
| アスコリ           | イタリアの旗   | 2020年11月29日 | 2020年12月22日 | 6    | 0    | 1    | 5    | 5     | 14   | −9   | 000.00 |
| 合計               | 合計           | 合計           | 合計           | 821  | 305  | 245  | 271  | 1,077 | 990  | +87  | 037.15 |

## タイトル
サレルニターナ
- セリエB : 1997-98

ラツィオ
- コッパ・イタリア : 2008-09